# Boswell (Indiana)
Boswell – miasto w Stanach Zjednoczonych, w stanie Indiana, w hrabstwie Benton.